# Руссолово
Руссолово (фин. Ruussova) — деревня в Гатчинском муниципальном округе Ленинградской области.

## История
На карте Нотебургского лена П. Васандера, начерченной с оригинала первой трети XVII века и карте Ингерманландии А. И. Бергенгейма, составленной по шведским материалам 1676 года, на месте современной деревни Руссолово, упоминается деревня Moisina.
На шведской «Генеральной карте провинции Ингерманландии» 1704 года она обозначена как мыза Massina.
А на «Географическом чертеже Ижорской земли» Адриана Шонбека 1705 года — как деревня Мосина. На противоположном, левом берегу Ижоры, там где позднее появится деревня Малое Русолово, у Шонбека обозначено селение Руссивалла.
На карте Санкт-Петербургской губернии Я. Ф. Шмидта 1770 года, никаких селений в этом месте по обоим берегам реки Ижоры нет, так же как и в 1792 году на карте Санкт-Петербургской губернии А. М. Вильбрехта.
Но затем, на «Топографической карте окрестностей Санкт-Петербурга» Военно-топографического депо Главного штаба 1817 года, в этом месте появляются деревни под названием Большое Русолово из 25 и Малое Русолово из 3 дворов.
В 1831 году на «Топографической карте окрестностей Санкт-Петербурга» Ф. Ф. Шуберта эти же деревни называются Большая и Малая Русова из 30 и 5 дворов соответственно.

БОЛЬШОЕ РУСОЛОВО — деревня принадлежит Самойловой, графине, число жителей по ревизии: 84 м. п., 94 ж. п.
 
МАЛОЕ РУСОЛОВО — деревня принадлежит Самойловой, графине, число жителей по ревизии: 8 м. п., 16 ж. п. (1838 год)

На карте Ф. Ф. Шуберта 1844 года и карте С. С. Куторги 1852 года деревня обозначалась одна и называлась Русова.
В пояснительном тексте к этнографической карте Санкт-Петербургской губернии П. И. Кёппена 1849 года она записана как две смежные деревни, населённые исключительно савакотами: 
- Suur-Ruusowa (Большое Русово), количество жителей на 1848 год: 82 м. п., 85 ж. п., всего 167 человек
- Pieni Ruusowa (Малое Русово), количество жителей на 1848 год: 13 м. п., 17 ж. п., всего 30 человек[15].

РУССОЛОВО БОЛЬШОЕ — деревня  Царскославянского удельного имения, по просёлочной дороге, число дворов — 30, число душ — 75 м. п. 
 
РУССОЛОВО МАЛОЕ — деревня  Царскославянского удельного имения, по просёлочной дороге, число дворов — 7, число душ — 11 м. п. (1856 год)

Согласно «Топографической карте частей Санкт-Петербургской и Выборгской губерний» в 1860 году деревня состояла из двух частей:Большое Русолово — 25 дворов и Малая Русолова — 5 крестьянских дворов.

РУССОЛОВО БОЛЬШОЕ — деревня удельная при реке Ижоре, число дворов — 28, число жителей: 90 м. п., 98 ж. п.

РУССОЛОВО (КОРЬЮЗИ) — деревня удельная при колодце, число дворов — 5, число жителей: 15 м. п., 8 ж. п.  (1862 год)

В 1879 году деревня Большая Русолова насчитывала 30 дворов, Малая Русолова — 6.

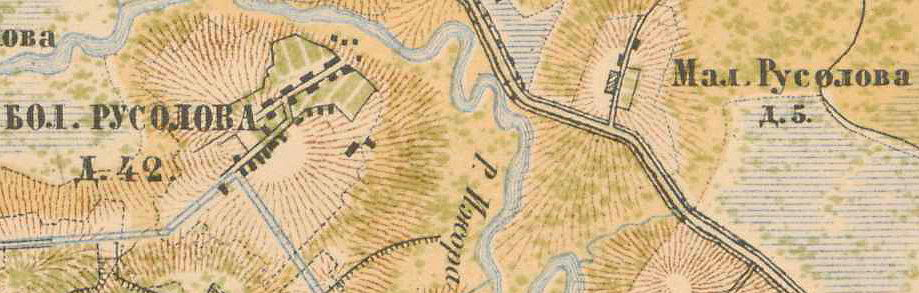
План деревни Руссолово. 1885 год

В 1885 году деревня Большая Русолова насчитывала 42 двора, Малая Русолова — 5.
В конце XIX века деревня административно относилась к Мозинской волости 1-го стана Царскосельского уезда Санкт-Петербургской губернии, в начале XX века — 4-го стана. Население деревни было исключительно финским.
К 1913 году количество дворов в деревне Большое Руссолово уменьшилось до 39, в Малом Руссолове — увеличилось до 6.
С 1917 по 1923 год деревни Большое Руссолово и Малое Руссолово входили в состав Руссоловского сельсовета Мозинской волости Детскосельского уезда.
С 1923 года в составе Гатчинской волости Гатчинского уезда.
Согласно данным переписи населения СССР 1926 года в деревне Руссолово-Большое Руссоловского сельсовета Троцкой волости Троцкого уезда проживали 259 человек, в деревне Малое Руссолово — 43, все финны.
С 1927 года в составе Гатчинского района.
С 1928 года в составе Лукашского сельсовета. В 1928 году население Руссолово составляло 302 человека.

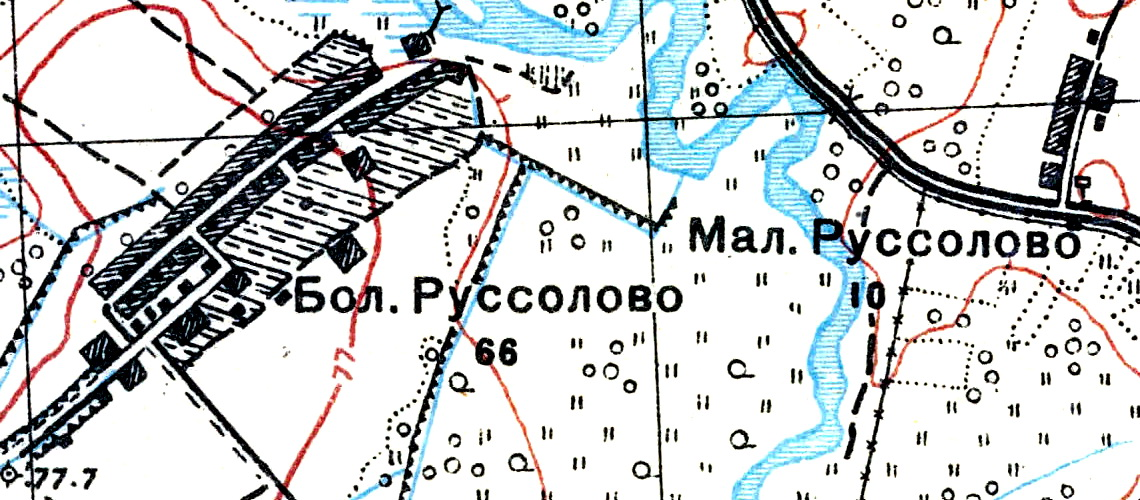
План деревни Руссолово. 1931 год

Согласно топографической карте 1931 года деревня состояла из двух частей: Большое Руссолово, насчитывавшее 66 дворов и Малое Руссолово — 10.
По административным данным 1933 года деревни Большое Руссолово и Малое Руссолово входили в состав Лукашского финского национального сельсовета Красногвардейского района.
С 1939 года в составе Романовского сельсовета.
C 1 августа 1941 года по 31 декабря 1943 года деревня находилась в оккупации.
С 1944 года вновь в составе Гатчинского района.
С 1959 года в составе Антелевского сельсовета.
В 1965 году население деревни Руссолово составляло 269 человек.
По данным 1966, 1973 и 1990 годов деревня Руссолово также входила в состав Антелевского сельсовета.
В 1997 году в деревне проживал 91 человек, в 2002 году — 74 человека (русские — 58%, финны — 41%), в 2007 году — 80.

## География
Деревня расположена в северо-восточной части района к югу от автодороги 41К-010 (Красное Село — Гатчина — Павловск).
Расстояние до административного центра поселения, деревни Пудомяги — 9 км.
Расстояние до ближайшей железнодорожной платформы Старое Мозино — 3 км.
Деревня находится на правом берегу реки Ижора.

## Демография
| 1862 | 2007 | 2010 | 2017 |
| ---- | ---- | ---- | ---- |
| 188  | ↘80  | ↗167 | ↘120 |

### Национальный состав
Согласно данным Всероссийской переписи населения 2021 года в деревне проживали 179 человек, из них:
 русские — 156, таджики — 4, татары — 4, узбеки — 3, цыгане — 3, украинцы — 2, поляки — 1, другие национальности — 3 человека, остальные национальность не указали.

## Предприятия и организации
Племенное хозяйство ЗАО «Большевик».

## Улицы
Восточная, Гатчинская, Крайняя, Луговая, Речная, Цветочная, Центральная.

## Садоводства
Руссолово.